# Swaminarayan Akshardham (New Jersey)
BAPS Swaminarayan Akshardham in Robbinsville, New Jersey ist ein Hindutempel, der zwischen 2015 und 2023 von der hinduistischen BAPS Swaminarayan Sanstha gebaut wurde. Der Name bezieht sich auf Swaminarayan, den Begründer des Swaminarayan-Hinduismus. 
Das Gebäude ist der größte Hindu-Tempel außerhalb Asiens.

## Geschichte
Die Idee einen großen Hindu-Tempel in Nordamerika zu bauen entstand bereits 1984. Nach langer Planung wurde 2008 das Grundstück in Robbinsville gekauft. 2015 begann der Bau und 2022 wurde die Schlusssteine der vier Dome des Gebäudes gesetzt. Am 31. Mai 2023 wurde der letzte Stein des Gebäudes eingebaut.

## Bau und Architektur

### Einsatz von Ehrenamtlichen
Für den Entwurf, den Bau, die Verwaltung und den Betrieb wurden und werden viele Ehrenamtliche eingesetzt, die je nach Vorwissen zuvor eine Ausbildung erhielten. Zwischen 2011 und 2023 haben über 12 500 Ehrenamtliche an dem Projekt gearbeitet. Diese Ehrenamtlichen kamen mit den unterschiedlichsten Hintergründen in das Projekt, darunter Studenten, Geschäftsleute, Ärzte und Architekten, aber auch Arbeiter aus Indien. 21 indische Arbeiter, von denen die meisten aus der untersten Dalit-Kaste stammten, erhoben 2021 vor Gericht Vorwürfe der Zwangsarbeit, dies wurde von BAPS zurückgewiesen.

### Materialien
Der Tempel wurde aus ganz unterschiedlichen Steinen aus aller Welt gebaut. Darunter Marmor aus Griechenland, Italien und der Türkei, Sandstein und Granit aus Indien und Kalkstein aus Bulgarien und der Türkei. Um dem regnerischen Wetter in der Region zu trotzen wurden teilweise andere Materialien als im traditionellen indischen Tempeln gewählt. Für die Fassade wurden die Steine nach Indien verschifft, dort von traditionellen Steinmetzen bearbeitet und schließlich verpackt und in die USA transportiert.

## Referenzen
1. ↑  Akshardham Temple, billed to be second-largest in world, inaugurated in US. (deutsch: Akshardham Tempel, der als zweitgrößter der Welt gilt, in den USA eingeweiht). In: Tribune India. 11. September 2013 (englisch).
2. ↑  Swaminarayan-Bliss Magazin. In: baps.org. BAPS, Januar 2024, abgerufen am 13. Januar 2025 (englisch).
3. ↑  Largest Hindu temple outside Asia opens in New Jersey, built by 12,500 volunteers. (deutsch: Größter Hindutempel außerhalb Asiens wird in New Jersey eröffnet; erbaut von 12.500 Freiwilligen). In: NBC News. 9. November 2023, abgerufen am 14. Januar 2025 (englisch).
4. ↑  Hindu Sect Is Accused of Using Forced Labor to Build N.J. Temple. In: New York Times. 11. Mai 2021, abgerufen am 14. Januar 2025 (englisch).
5. ↑  Luis Andres Henao und Deepa Bharth: Largest Hindu temple outside India in the modern era opens in New Jersey. In: latimes.com. La Times, 7. November 2023, abgerufen am 13. Januar 2025 (englisch).